# Antispaste
L’antispaste (du grec ancien ἀντίσπαστος s.-e. πούς, « pied tiré à l’envers » ; latin antispastus) est un pied tétrasyllabique de la métrique antique et notamment de la poésie grecque et latine. Il est composé de deux syllabes brèves encadrant deux syllabes longues et se note | ∪ — — ∪ |.
On peut le décomposer en un iambe suivi d’un trochée. Parfois la langue russe le nomme d’ailleurs ямбохорей (littéralement : iambochorée). C’est l’inverse du choriambe.
Il n’est pratiquement usité que dans le choliambe, en poésie grecque et latine. Mais il s’en trouve dans les langues modernes de métrique syllabo-tonique.

## En métrique syllabo-tonique

### En russe
Le voici en dimètre, dans sa forme pleine ou dans sa forme catalectique :
| Верста́ сле́ва, | верста́ спра́ва, |

| Верста́ в бро́ви, | верста́ в ты́л. |

| Тому́ пе́сня, | тому́ сла́ва, |

Кто дорогу породил. 

(Marina Tsvétaïéva)

Le voici dans des choliambes :
| X — ∪ — | X — ∪ — | ∪ — — ∪ |

| Если, хоть раз, | виден твой взор | — огни́ ро́зы, |

| Вечно в душе | живы с тех пор | — огни́ ро́зы. |

| Сладкая мгла | долы томит, | глухо́й пу́рпур — |

| Жди: расцветут, | вспыхнув меж гор, | огни́ ро́зы... |

(Viatcheslav Ivanov)

Les couplets traditionnels russes nommés tchastouchka et la poésie populaire ukrainienne y ont recours.
Не страдайте, девки, дюже:

| Придёт о́сень, | даду́т му́жа. |

| Даду́т му́жа | векового,

Лучше батюшки родного. 

(tchastouchka)

| Пришёл не́мец, | пришёл па́н, |

Дай, украинец, жупан!

| Прода́й, дя́дько, | свою́ ха́тку, |

| Купи́, дя́дька, | немцу шапку. |

(traduit de l’ukrainien en russe par Аndré Globa (ru))

### En allemand
Friedrich Gottlieb Klopstock l’a utilisé dans La Messiade, au milieu d'autres pieds :
| ∪ | ∪ — — ∪ | ∪ — — ∪ | ∪ — — ∪ |

| — — ∪ | ∪ — — ∪ | ∪ — — — ∪ |

| ∪ | ∪ — — ∪ | ∪ — — ∪ — | — — ∪ |

| ∪ — — ∪ | ∪ — — ∪ | ∪ — — — X |

O der Angst Stimme, die herrufend vom Abgrunde

Dumpf tönet’ aus Staubwolken zum Licht aufklagte!

Und nunmehr sterbend noch graunvoller schwieg, furchtbarer,

Verstummt, schrecket’, als hinsinkend sie Wehklag’ ausrief!

Eduard Mörike l’utilise dans le distique suivant :
Lieber! Ganz im Vertrauen gesagt: Es buhlt mit dem Ehrgeiz

| — ∪ — ∪ | ∪ — — ∪ | ∪ — ∪ ∪ — |

| Deine Andacht; | du trägst Hörnlein, | und Satanas lacht. |

(« À un prédicateur », An einen Prediger)

Un autre antispaste apparaît chez Johann Heinrich Voß dans « Tobacksode » écrit en grand asclépiade :
|— — | — ∪ ∪ — | — ∪ ∪ — | — ∪ ∪ — | ∪ X |

Nein, Tobackus! dein Brandopfer entweih’ üppiger Frevel nie!

(en dépit du schéma métrique, « dein Brandopfer » forme un antispaste)

Johannes Minckwitz décrit ce pied dans le contexte de la langue et de la poésie allemandes : « Ce pied semble être de par sa nature destiné à révéler les luttes et les affres de l'âme, l'antagonisme et la résistance ; ce qui est douloureux et suscite des lamentations se déverse à travers cette forme comme une rivière sur les rochers. »